# 教会胡同
教会胡同 （Kirchgasse）是威斯巴登最古老的街道之一，也是主要的购物街。根据2011年的统计，这条街每小时行人达到11100人，是德国最繁忙的商业街之一。 